# Process (film)
Cet article concerne le film de C.S. Leigh. Pour l'album de dream, voir Process.
Pour plus de détails, voir Fiche technique et Distribution.
Process est un film franco-britannique réalisé par C.S. Leigh, sorti en 2004.

## Synopsis
Une femme amputée d'un sein et en deuil de sa fille décide de repousser ses limites au-delà de la souffrance.

## Fiche technique
- Titre français : Process
- Réalisation : C.S. Leigh
- Scénario : C.S. Leigh
- Producteur : 	Mark Westaway[2]
- Photographie : Yórgos Arvanítis
- Musique : John Cale
- Montage : Luc Barnier
- Pays d'origine :  France /  Royaume-Uni
- Genre : drame
- Durée : 93 minutes
- Date de sortie : 
  - 8 février 2004 à la Berlinale 2004
  - 26 mai 2004 en France

## Distribution
- Béatrice Dalle : l'actrice
- Guillaume Depardieu : le mari
- Julia Faure : une actrice
- Daniel Duval : l'amant
- Leos Carax : un médecin
- Dominique Reymond : la femme dans le métro
- Lolita Chammah : la femme de chambre

## Critiques
Pour le réalisateur et critique Guillaume Massart, le film « camoufle ses carences en enrobant son porno chic d’un écrin publicitaire de slogans d’auteurs ».
Par contre le film a reçu une critique positive de la part de Variety, qui le considère comme le film le plus aventureux de la Berlinade.